# Schütze Benjamin
Schütze Benjamin (Originaltitel Private Benjamin) ist eine US-amerikanische Filmkomödie aus dem Jahr 1980. Der Regisseur war Howard Zieff, das Drehbuch schrieben Nancy Meyers, Harvey Miller und Charles Shyer. Die Hauptrolle spielte Goldie Hawn.

## Handlung
Der Ehemann von Judy Benjamin stirbt in der Hochzeitsnacht. Sie lässt sich von dem Rekrutierungsbeauftragten der US Army, Jim Ballard, überreden, in die Army einzutreten. Dabei gaukelt er ihr vor, die Kasernen würden wie eine luxuriöse Hotelanlage aussehen.
In der Army wird Benjamin mit der Realität konfrontiert. Es kommt zu Konflikten mit dem weiblichen Hauptmann Doreen Lewis, die Benjamin bei jeder sich bietenden Gelegenheit mobbt. Die Eltern von Benjamin erreichen nach acht Tagen eine vorzeitige Entlassung aus dem Dienst, und obwohl Lewis Druck ausübt, beschließt Benjamin, in der Army zu bleiben. Während eines Manövers übernimmt sie die Initiative und erringt dank einer List den Sieg für ihre Gruppe. Dies macht den Oberst der Fallschirmjäger, Clay Thornbush, auf sie aufmerksam, der ihr eine Versetzung in seine Eliteeinheit anbietet.
Es stellt sich heraus, dass der verheiratete Thornbush Judy verführen will. Sie wird erneut versetzt, und zwar auf eigenen Wunsch in das NATO-Hauptquartier SHAPE bei Brüssel. Dort trifft sie erneut Lewis, aber auch den Franzosen Henri Alan Tremont wieder, den sie bereits während ihrer Ausbildungszeit in den Vereinigten Staaten kennengelernt hatte. Für ihn verlässt sie doch die Army – nachdem ihre Vorgesetzten sie vor die Wahl gestellt haben, Henri zu verlassen (wegen seiner Kurzzeitmitgliedschaft in der Kommunistischen Partei wird er als Sicherheitsrisiko eingestuft) oder den Militärdienst zu quittieren.
Zu Henri auf seinen repräsentativen Familiensitz gezogen, stellt sich schon nach kurzer Zeit heraus, dass die Beziehung zwischen Judy und Henri jedoch nicht so harmonisch funktioniert wie erhofft, da Henri Judy zu wenig Aufmerksamkeit widmet, den Gedanken an seine Ex-Frau nicht unterdrücken kann und eine sexuelle Affäre mit dem Dienstmädchen beginnt. An ihrem geplanten Hochzeitstag eskaliert die Situation. Henri erscheint zu spät, weil er es vorzieht, seiner geschiedenen Frau in einer Nervenkrise beizustehen. Vor den versammelten Hochzeitsgästen und der aus den Vereinigten Staaten angereisten Verwandten verkündet Judy, Henri nicht heiraten zu wollen und sie verlässt ihn.

## Kritiken
Roger Ebert bezeichnete den Film in der Chicago Sun-Times vom 1. Januar 1980 als „gelegentlich amüsant“. Er meinte, die Wandlung des Filmcharakters von Goldie Hawn, in der diese zum Selbstrespekt fand, beraubte den Film vieler komischen Momente. Er lobte stark die Darstellung von Harry Dean Stanton, erwähnte auch positiv Eileen Brennan und Robert Webber.
Jeffrey Westhoff bezeichnete in Northwest Herald die erste Filmhälfte als „großartig“, die zweite als „langweilig“.
Das Lexikon des internationalen Films urteilte: „Langatmiges Lustspiel: einzig Goldie Hawn kann einiges Vergnügen bereiten.“

## Nominierungen & Auszeichnungen
Der Film erhielt drei Oscar-Nominierungen: Goldie Hawn als Beste Hauptdarstellerin, Eileen Brennan als Beste Nebendarstellerin sowie Nancy Meyers, Harvey Miller und Charles Shyer für das Beste Originaldrehbuch. Goldie Hawn wurde für den Golden Globe Award nominiert. Nancy Meyers, Harvey Miller und Charles Shyer gewannen den Writers Guild of America Award.

## Sonstiges
Der Film zählt zu den erfolgreichsten US-amerikanischen Filmkomödien im Jahr 1980. Auf Basis des Films wurde in den Jahren 1981 bis 1983 eine gleichnamige Fernsehserie produziert, in der Lorna Patterson die Rolle von Judy Benjamin übernahm, während die von Doreen Lewis wieder Eileen Brennan spielte. Die Serie wurde mit einem Golden Globe und mit einem Emmy Award für Brennan ausgezeichnet.